# Đurinci
Đurinci (cyr. Ђуринци) – wieś w Serbii, w mieście Belgrad, w gminie miejskiej Sopot. W 2011 roku liczyła 973 mieszkańców.